# آیدین نوربویوا
آیدین نوربویوا (انگلیسی: Oydin Norboyeva؛ زادهٔ ۵ مارس ۱۹۴۴) بازیگر اهل کشور اتحاد جماهیر شوروی سوسیالیستی و ازبکستان است.
از فیلم‌هایی که وی در آن نقش داشته‌است می‌توان به رستم و سهراب اشاره کرد.